# Sphaeriodesmus secundus
Sphaeriodesmus secundus är en mångfotingart som beskrevs av Loomis 1977. Sphaeriodesmus secundus ingår i släktet Sphaeriodesmus och familjen Sphaeriodesmidae. Inga underarter finns listade i Catalogue of Life.